# Ângelo Domingos Salvador
Ângelo Domingos Salvador OFMCap (* 17. Juli 1932 in Segredo, Rio Grande do Sul; † 13. August 2022 in Caxias do Sul, Rio Grande do Sul) war ein brasilianischer römisch-katholischer Ordensgeistlicher und Hochschullehrer sowie Bischof von Uruguaiana.

## Leben
Ângelo Domingos Salvador absolvierte seine theologische Ausbildung von 1945 bis 1948 das Priesterseminar von São José de Veranópolis und von 1949 bis 1952 im Priesterseminar São Geraldo in Ijuí. Im folgenden Jahr trat der Ordensgemeinschaft der Kapuziner bei und begann er im Kloster St. Bonaventura in Marau mit seinem Philosophiestudium. 1955 begann er sein Theologiestudium im Kloster São Lourenço in Porto Alegre und schloss es 1958 ab. Am 22. März 1958 empfing er die Priesterweihe. Er studierte des Weiteren Pädagogik und erwarb einen Abschluss in Pädagogischer Orientierung an der Fakultät für Philosophie, Wissenschaften und Literatur der Universidade Regional do Noroeste do Estado do Rio Grande do Sul (UNIJUÍ). Er absolvierte einen Master in Erziehungswissenschaften an der Päpstlichen Katholischen Universität von Rio de Janeiro (PUC-Rio) und belegte außerdem einen Spezialisierungskurs in brasilianischer Kultur an der Universidade Federal do Rio de Janeiro (UFRJ).
Er war Professor an der Fakultät für Philosophie, Wissenschaften und Literatur an der UNIJUÍ in Ijuí, an der PUC-Rio und an der Pontifícia Universidade Católica do Rio Grande do Sul (PUCRS-RG). Er leitete das Scholastikat seines Ordens, war Provinzialminister der Kapuziner in Rio Grande do Sul und Rektor des Theologischen Instituts der Pontifícia Universidade Católica do Rio Grande do Sul.
Papst Johannes Paul II. ernannte ihn am 16. März 1981 zum Weihbischof in São Salvador da Bahia und Titularbischof von Selja. Der Erzbischof von São Salvador da Bahia, Avelar Kardinal Brandão Vilela, spendete ihm am 14. Juni desselben Jahres die Bischofsweihe; Mitkonsekratoren waren Henrique Gelain, Bischof von Vacaria, und Alfredo Vicente Kardinal Scherer, Erzbischof von Porto Alegre. Sein bischöflicher Wahlspruch war Dare vitam fratribus. Ângelo Domingos Salvador war Mitglied der bischöflichen Kommission für die Glaubenslehre in der brasilianischen Bischofskonferenz (CNBB).
Am 16. Mai 1986 wurde er zum Prälaten von Coxim ernannt. Am 17. Juli 1991 ernannte ihn Papst Johannes Paul II. zum ersten Bischof des mit gleichem Datum errichteten  Bistums Cachoeira do Sul. Ab 26. Mai 1999 wurde er zum Bischof von Uruguaiana ernannt. Am 27. Juni 2007 nahm Papst Benedikt XVI. sein altersbedingtes Rücktrittsgesuch an.
Ângelo Domingos Salvador starb am 13. August 2022 im Alter von 90 Jahren im Kapuzinerkonvent von Caxias do Sul.

## Schriften
- Métodos e técnicas de pesquisa bibliográfica. Elaboração de trabalhos cientificos, Livraria Sulina Editôra Pôrto Alegre, 1970
- Cultura e educação brasileiras, Editôra Vozes Petrópolis, 1971
- Coleção Educação e tempo presente, Editôra Vozes Petrópolis, 1971
- Iniciacão ao ensino: problemática da formacão de professores, princípios de didática geral, estágio supervisionado, Livraria Sulina Editôra Pôrto Alegre, 1971
- Formação para a vida Franciscana, Escola Superior de Teologia São Lourenço de Brindes Pôrto Alegre, 1981